# Kutlingefamilien
Fiske-familien Kutlingefamilien (Gobiidae) er den største familie af marine fisk, med over 2000 arter. Blandt de mest typiske medlemmer af familien er dyndspringerne.